# Tháp Po Klong Garai
Tháp Po Klong Garai là tên gọi chung cho một cụm tháp Chăm hùng vĩ và đẹp nhất còn lại ở Việt Nam, phụng thờ vua Po Klong Garai. Tháp Pô Klong Garai là một tổng thể gồm ba tháp: tháp chính (cao 20,5m), tháp lửa (cao 9,31m), tháp cổng (cao 8,56m). Công trình này có trình độ kiến trúc, nghệ thuật, điêu khắc đạt đến đỉnh cao. Di tích kiến trúc nghệ thuật này được Bộ Văn hóa xếp hạng di tích di tích quốc gia năm 1979 và được Thủ tướng Chính phủ xếp hạng di tích quốc gia đặc biệt.
Tháp Poklong Garai nằm trên đồi Trầu, thuộc phường Đô Vinh, cách trung tâm thành phố Phan Rang – Tháp Chàm 9 km về phía Tây Bắc, được xây dựng vào cuối thế kỷ 13 đầu thế kỷ 14 (thời vua Shihavaman, người Việt gọi là Chế Mân) để thờ vua Po Klong Garai (1151-1205), vị vua đã có nhiều công lớn trong việc cai trị đất nước.
Chiều ngày 18 tháng 1 năm 2024, Phó Thủ tướng Chính Phủ Trần Hồng Hà đã ký quyết định (đợt thứ 12) công nhận 29 hiện vật, nhóm hiện vật là Bảo vật Quốc gia. Trong đó, tỉnh Ninh Thuận có thêm 2 bảo vật là bia Phước Thiện và tượng thờ Vua Pô Klong Garai đặt trong tháp Po Klong Garai.

## Truyền thuyết
Có một truyền thuyết liên quan đến tháp Poklong Garai kể rằng ngày xưa ở Play Chakling có hai ông bà tên Ôn Paxa và Muk Chakling dù đã cao niên nhưng chưa có con. Một lần ra biển mò cua bắt ốc ông bà thấy có một đứa bé đang trôi trên bọt nước bèn đem về nuôi và đặt tên là Karit.
Karit lớn lên trở thành một cô gái xinh đẹp, nết na nên được nhiều người quý mến. Một hôm, Karit cùng cha vào rừng hái củi. Trời nóng nực, hai cha con khát nước nhưng xung quanh lại không có sông suối. Bỗng Karit thấy một tảng đá bên trên đọng ít nước trong, liền đến uống. Lạ thay nàng uống đến đâu nước trong đá tràn ra đến đó. Nhưng khi nàng đi gọi cha đến uống thì chẳng thấy giọt nước nào. 

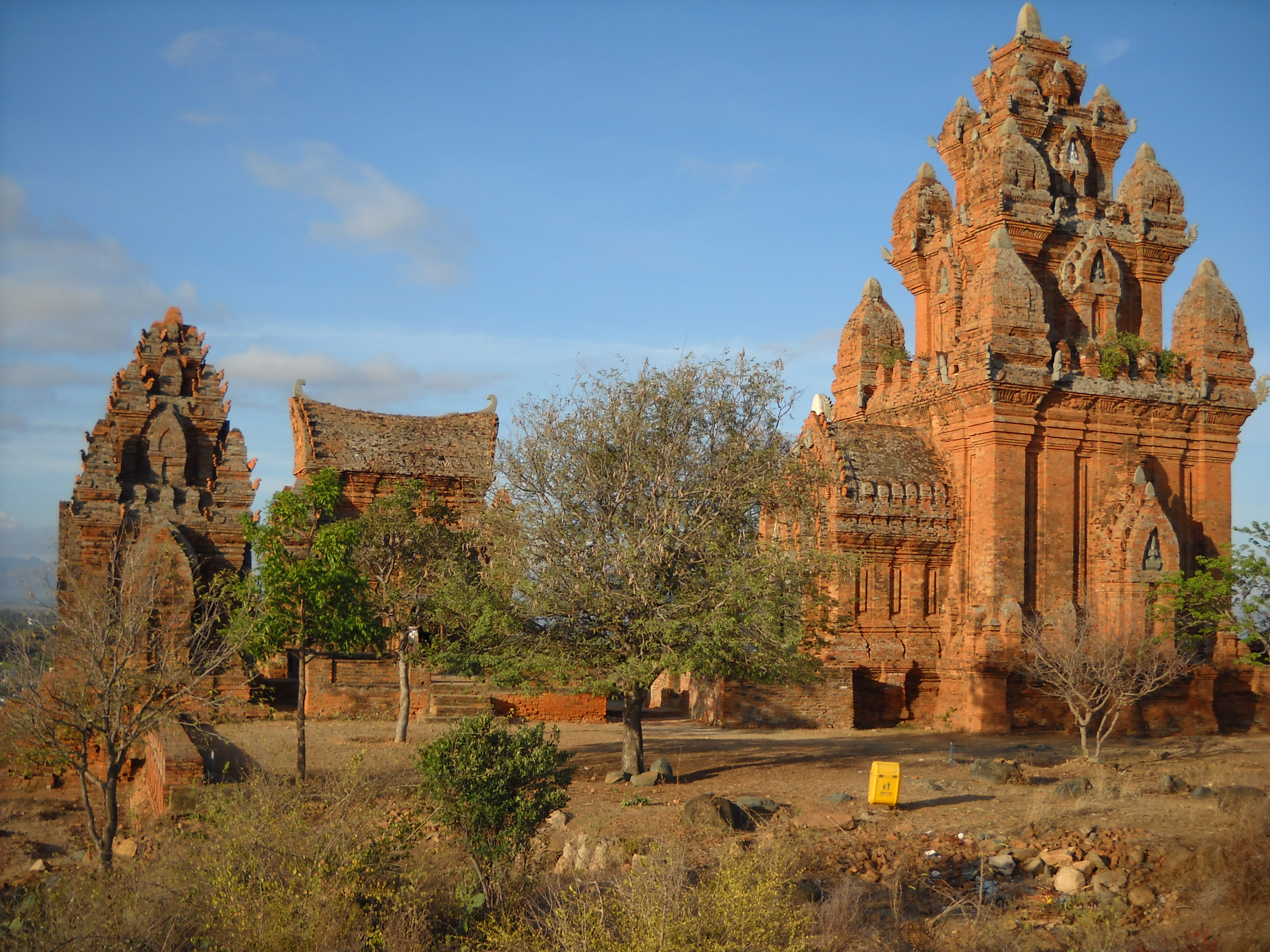
Góc nhìn từ hướng bắc.

Sau dạo đó Karit có thai và rồi sinh ra một cậu bé đã xấu xí lại rất hấu ăn. Ông bà đặt tên cho cậu là Jatol. Karit không chịu nổi lời đàm tiếu là gái chửa hoang nên bỏ đi để con lại cho ông bà nuôi. Đứa bé càng lớn càng xấu xí, mình lại đầy ghẻ chốc nên chẳng mấy đứa chịu chơi chung. Khi ông bà mất, cậu cũng vừa khôn lớn. Cậu cùng bạn là Po Klonchanh đi buôn trầu. Một hôm trên đường về, Jatol thấy mệt nên nghỉ ở tảng đá bên đường. Pô Klonchanh về trước rồi đem cơm ra cho bạn. Khi trở lại Pô Klonchanh thấy có hai con rồng trắng đang liếm mình Jatol. Po Klonchanh chạy đến thì hai con rồng biến mất và lạ thay Jatol đã trở thành một thanh niên tuấn tú, khôi ngô khác thường. Điềm lạ đó dần lan ra khắp miền và rồi đến tai vua Nuhol, người đang quản thủ Iaru. Được biết Jatol sẽ là một vị thiên tài xuất chúng, vua Nuhol cho mời Jatol đến. Thấy đúng như lời đồn đại vua đã giữ Jatol lại và gả công chúa Thakol cho.
Năm 1167, vua Xulika ở thành Bal Sri Banây băng hà mà không có người nối ngôi. Biết Jatol là một nhân tài, quần thần đã cho voi trắng rước về nối ngôi. Jatol lên làm vua, xưng là Po Klong Garai. Sau 5 năm, ông dời đô lên Bal Hangâu. Bấy giờ, Panduranga, quê hương của ông bị quân Chân Lạp thường xuyên đánh phá. Pô Klong Garai phải mang quân vào Panduranga tiếp sức và dẹp loạn. Theo sử liệu Chăm thì vào năm Sửu, Chăm lịch, vua Po Klong Garai từ Balcribanơi vào Panduranga xem địa thế để xây tháp kỷ niệm thuở hàn vi của mình. Khi đến vùng Balhul thì bị tướng Hakral người Miên đang cai quản hạt này ngăn cản. Vua Po Klong Garai không muốn xảy ra cuộc đổ máu vô ích nên thách tướng Miên thi tài xây tháp, ai xây xong trước sẽ thắng. Biết khó đánh thắng vua Pô Klong Garai bằng sức mạnh quân sự, Hakral đã chấp thuận. Vua Po Klong Garai xây tháp trên đồi Balhla, còn tướng Hakral xây ở vùng Balhul. Kết cục, bên vua Pô Klong Garai với sự tài trí của mình đã hoàn thành trước, tướng Hakral thua cuộc đành rút quân về.